# Carlos Cecconato
José Carlos Cecconato (Avellaneda, 1930. január 27. – 2018. december 12.) válogatott argentin labdarúgó, középpályás.

## Pályafutása
1946-ban az El Porvenir, 1947 és 1957 között az Independiente labdarúgója volt. Az Atlético Palmira csapatában fejezte be az aktív játékot.
1953 és 1956 között 11 alkalommal szerepelt az argentin válogatottban és két gólt szerzett. Tagja volt az 1955-ös Copa América-győztes csapatnak.

## Sikerei, díjai
Argentína
- Copa América
  - győztes: 1955
  - 3.: 1956, Uruguay

 Independiente
- Argentin bajnokság
  - bajnok: 1948